# María Alejandra Idrobo Paz
María Alejandra Idrobo Paz, destacada deportista colombiana de la especialidad de Atletismo que fue campeona suramericana en Medellín 2010 y de Centroamérica y del Caribe en Mayagüez 2010.

## Trayectoria
La trayectoria deportiva de María Idrobo se identifica por su participación en los siguientes eventos nacionales e internacionales:

### Juegos Suramericanos
Fue reconocido su triunfo por ser una deportista multimedalla de la selección de  Colombia en los juegos de Medellín 2010.

#### Juegos Suramericanos de Medellín 2010
Su desempeño en la novena edición de los juegos, se identificó por ser la centésima sexagésima novena deportista con el mayor número de medallas entre todos los participantes del evento, con un total de 2 medallas:

- , Medalla de oro: Atletismo 4 × 400 m Relevo Mujeres
- , Medalla de plata: Atletismo Relevo 4 × 100 m Mujeres

### Juegos Centroamericanos y del Caribe
Fue reconocido su triunfo por ser una deportista multimedalla de la selección de  Colombia en los juegos de Mayagüez 2010.

#### Juegos Centroamericanos y del Caribe de Mayagüez 2010
Su desempeño en la vigésima primera edición de los juegos, se identificó por ser la centésima nonagésima sexta deportista con el mayor número de medallas entre todos los participantes del evento, con un total de 2 medallas:

- , Medalla de plata: 4 × 100 m
- , Medalla de plata: 4 × 400 m